# Chía (Kolumbia)
Chía – miasto w Kolumbii, w departamencie Cundinamarca.